# Ceri Sweeney
Ceri Sweeney (Glyncoch, 21 gennaio 1980) è un rugbista a 15 gallese che gioca nel ruolo di ala.
Ha indossato la maglia della Nazionale gallese per la prima volta il 15 febbraio 2003 contro l'Italia (30-22 per gli italiani).
Nel 2005 ha vinto con il Galles il torneo delle Sei Nazioni.
Attualmente gioca nella squadra gallese Newport Gwent Dragons.